# Zillebeke
Zillebeke est une section de la ville belge d'Ypres située en Région flamande dans la province de Flandre-Occidentale. C'était une commune à part entière avant la fusion des communes de 1977. Lors d`une précédente fusion en 1971 Zillebeke avait intégré elle même les communes de Hollebeke et Voormezele.

## Démographie

### Évolution démographique: Avant la fusion de 1971
- Sources : INS, Rem. : 1831 jusqu'en 1961 = recensements[2].

### Évolution démographique de la commune fusionnée (1971-1976)
- Sources : INS, Rem. : 1831 jusqu'en 1970 = recensements, 1976 = nombre d'habitants au 31 décembre[2].

## Tourisme
Le parc d'attractions Bellewaerde, très populaire en Belgique, est situé sur le territoire de Zillebeke.
Il y a un musée War Museum Hooge Crater 1914-1918,.